# 東洋大學附屬姬路中學校及高等學校
東洋大學附屬姬路中學校及高等學校是位於日本兵庫縣姬路市書寫地區的私立完全中學。
學校由東洋大学之營運單位學校法人東洋大學於1963年成立，最初僅設置高等學校，後於2014年增設中學校。
其棒球部自1970年代起成為兵庫縣的常勝軍，曾多次代表兵庫縣參加全國高等學校棒球錦標賽（夏季甲子園）或被選入選拔高等學校棒球大會（春季甲子園），其中參加夏季甲子園已累積超過十次。